# عاشقانه‌های پسر نوح
عاشقانه‌های پسر نوح عنوان یک مجموعه شعر از شاعر معاصر، علی‌محمد مؤدب می‌باشد. این کتاب نخستین مجموعه شعر چاپ شده از سوی علی محمد مؤدب است.
«عاشقانه‌های پسر نوح» حاوی ۳۹ قطعه شعر سپید است که بیشتر موضوعات آن‌ها مضامین عاشقانه و فردی می‌باشند.
احسان سالمی منتقد خبرگزاری مهر در مورد این اثر می‌گوید: "مجموعه شعر «عاشقانه‌های پسر نوح» اثر علی‌محمد مودب یکی از جدی‌ترین آثار سروده شده در این گونه شعری طی سال‌های گذشته‌است."
- «عاشقانه‌های پسر نوح» یکی از برگزیدگان جایزه ادبی قیصر امین‌پور است[۳][منبع بهتری نیاز است]